# Господство террора (фильм)
«Господство террора» (англ. Reign of Terror), также известен под названием «Чёрная книга» или «Чёрный список» (англ. The Black Book) — американский нуарный исторический триллер режиссёра Энтони Манна, который вышел на экраны в 1949 году.
Действие картины происходит в 1794 году во время Великой Французской революции, когда Максимилиан Робеспьер (Ричард Бейсхарт) пытается захватить абсолютную власть в стране. Противостоящие ему силы во главе с опальным генералом маркизом де Лафайеттом и оппозиционным политиком Франсуа Барра
сом (Ричард Харт) поручают виконту Шарлю д’Обиньи (Роберт Каммингс) найти и представить общественности чёрную книгу, содержащую составленный Робеспьером список политических деятелей, подлежащих физическому уничтожению. Шарль, выдавая себя за известного своей жестокостью прокурора Страсбурга Дюваля, с помощью своей возлюбленной Мадлен (Арлин Дал), обходя уловки Сен-Жюста (Джесс Баркер), ближайшего сподвижника Робеспьера, а также шефа тайной полиции Фуше (Арнольд Мосс), находит книгу и вовремя доставляет её в Национальный конвент, что приводит к развенчанию Робеспьера и его последующей казни.
Несмотря на то, что фильм был сделан на скромном бюджете, он сумел сильно передать атмосферу террора во Франции 1794 года, удостоившись высоких оценок критики за постановку и операторскую работу.

## Сюжет
В конце июля 1794 года во Франции царит анархия, нищета и террор. В Париже идёт безжалостная политическая борьба, сопровождающаяся регулярными казнями на гильотине. Страна находится на грани диктатуры, которую собирается установить фактический правитель страны, член Комитета общественного спасения Максимилиан Робеспьер (Ричард Бейсхарт). В этих условиях находящийся в австрийской ссылке генерал маркиз де Лафайетт направляет своего доверенного человека виконта Шарля д’Обиньи (Роберт Каммингс) в Париж, чтобы тот остановил Робеспьера и предотвратил захват им диктаторских полномочий. Лафайетт связывает Шарля со своими сторонниками во Франции, которые излагают ему план отстранения Робеспьера от власти.
Тем временем в Париже Робеспьер вызывает к себе лидера оппозиционной партии Франсуа Барраса (Ричард Харт), требуя, чтобы тот на очередном собрании Национального конвента выступил с предложением предоставить Робеспьеру единоличную власть. Без поддержки Барраса у Робеспьера нет шансов получить неограниченные полномочия в конвенте, однако Баррас отказывается поддержать Робеспьера, после чего уходит. Понимая, что так просто Барраса не сломить, Робеспьер решает казнить нескольких его ближайших сторонников, посеяв неуверенность в их рядах, и таким образом заставить Барраса подчиниться.
В соответствии с планом сторонников Лафайетта, Шарль поджидает в парижской гостинице известного своей жестокостью прокурора Страсбурга Дюваля, который только что по поручению Робеспьера прибыл для выполнения особого задания. Подкараулив Дюваля в его комнате, Шарль закалывает его, а затем переодевается в его одежду. Через несколько минут в комнате появляется красивая женщина по имени Мадлен (Арлин Дал), которая прибыла по поручению Барраса. Когда Шарль зажигает свечу, то узнаёт в Мадлен свою бывшую возлюбленную, которая бросила его четыре года назад. Хотя между ними сохраняется напряжённость, чувствуется, что они по-прежнему любят друг друга. Мадлен сообщает Шарлю, что будет осуществлять функции связной между ним и Баррасом.
Вскоре после её ухода появляется шеф тайной полиции Фуше (Арнольд Мосс), который должен доставить «Дюваля» к Робеспьеру. К счастью для Шарля, ни Фуше, ни Робеспьер, ни его ближайший подручный Сен-Жюст (Джесс Баркер) никогда не видели Дюваля и не знают его в лицо. Фуше доставляет Шарля в парижскую пекарню, где располагается тайный штаб Робеспьера. Там Робеспьер, считая, что говорит с Дювалем, сообщает ему о маленькой чёрной книге, в которой он составил «смертный список» политических врагов Франции, которые подлежат уничтожению. Книга, по его словам, нужна для того, чтобы держать в страхе и повиновении как своих противников, так и своих сторонников из Комитета общественного спасения, имена некоторых из них тоже содержатся в книге. Однако, по словам Робеспьера, книга пропала. По его мнению, книгу мог похитить Баррас, который скрылся, дожидаясь заседания Национального конвента. Робеспьер даёт «Дювалю» 24 часа на то, чтобы тот нашёл и вернул книгу, предоставляя ему чрезвычайные полномочия, уступающие только его собственным. Однако, как предупреждает Робеспьер, если книга не будет возвращена, то Дюваля ожидают страшные последствия.
После визита к Робеспьеру Шарль заезжает в трактир на секретную встречу с Мадлен. Однако там к нему неожиданно подходит Сен-Жюст, который устраивает ему проверку, а затем прямо заявляет Шарлю, что уверен в то, что он не Дюваль, так как совсем не похож на мясника. Когда Шарль выходит из трактира, двое людей Барраса набрасываются на него и пытаются задержать. В этот момент появляется Мадлен, которая спасает и уводит Шарля на срочную тайную встречу с Баррасом. Оставшись наедине, Мадлен целует Шарля. Вскоре появляется Баррас, который сообщает Шарлю, что у него нет чёрной книги. По его словам, если бы она у него была, он бы разорвал Робеспьера на Конвенте на части. В этот момент люди Фуше, которые следили за «Дювалем», входят, чтобы арестовать Барраса. Однако Шарль, используя полномочия, полученные от Робеспьера, заявляет, что Баррас является его пленником. Тем не менее, когда Шарль с Баррасом убегают по улице, то натыкаются на экипаж. Сидящий в нём Сен-Жюст предлагает Баррасу место рядом с ним. «Дювалю» он говорит, что сам доставит Барраса в тюрьму.
Люди Барраса видят эту сцену, после чего задерживают Шарля по подозрению в предательстве. Его доставляют к Мадлен, которая также решает, что Шарль предал Барраса и приказывает его застрелить. Однако когда Шарлю удаётся убедить её, что он освободит Барраса, она отменяет свой приказ. В поисках книги Шарль навещает Ламбера, ближайшего соратника Барраса, который оказывается убитым. В этот момент в комнате появляется Фуше, который сообщает, что двое других ближайших соратников Барраса, которые были способны выкрасть чёрную книгу, также убиты. Однако при этом в их комнатах не было заметно никаких следов обыска, из-за чего у Шарля возникает предположение, что книга по-прежнему находится у Робеспьера. Покинув дом Ламбера, Шарль встречает Мадлен, и после очередной словесной пикировки они страстно целуют друг друга.
Шарль приходит к Робеспьеру, сообщая об убийстве трёх ближайших сторонников Барраса, которые, по его мнению, осуществил Сен-Жюст. Присутствующий при этом Сен-Жюст даёт понять, что сделал это по указанию Робеспьера. После ухода Шарля Сен-Жюст, который по-прежнему не верит ему, сообщает Робеспьеру, что сегодня ожидает прибытия из Страсбурга жены Дюваля. Шарль навещает в тюрьме Барраса, сообщая ему об убийстве трёх его людей. Баррас объясняет, что в рядах его сторонников уже начался раскол, так как они боятся быть убитыми, и больше всех это выгодно Робеспьеру. Шарль высказывает предположение, что, Робеспьер специально затеял дело с пропажей книги, чтобы расправиться со своими политическими противниками. На самом деле, книгу никто не похищал, и она по-прежнему находится в кабинете Робеспьера. Шарль устремляется на поиски книги, однако дверь в камеру неожиданно запирает Сен-Жюст, предлагая «Дювалю» подождать в камере встречи со своей женой, которая прибыла в Париж. Когда Шарль уже думает, что разоблачён, под видом мадам Дюваль неожиданно появляется Мадлен, и Шарля вместе с ней отпускают. Несколькими минутами позднее у Робеспьера и Сен-Жюста появляется настоящая мадам Дюваль, после чего они понимают, что Шарль обманул их, и начинают охоту на него.
Тем временем Шарль стремительно направляется в пекарню, где встречает Фуше, объясняя ему, где следует искать книгу. Они вскрывают кабинет Робеспьера, где Шарль находит книгу. Увидев в списке своё имя, Фуше пытается убить Шарля, однако Шарль душит его до бессознательного состоянии, после чего забирает книгу и, отбившись от людей Робеспьера, убегает. Воспользовавшись помощью верных соратников Барраса, крестьян Пьера и Мари Бланшар, Шарль и Мадлен под видом крестьян вырываются из города, добираясь до их фермы. Пьера и Мари хватает и подвергает пыткам сержант Сен-Жюста (Чарльз Макгроу). Выяснив адрес фермы, Сен-Жюст пребывает туда с сержантом и своими солдатами. Шарль и Мадлен успевают спрятаться в амбаре, однако второпях Шарль не успевает взять чёрную книгу, которая остаётся на кровати в гостиной. Ни бабушка Бланшар (Бьюла Бонди), ни трое маленьких детей не признаются Сен-Жюсту, что Шарль прячется у них на ферме. С помощью детей Шарлю удаётся заполучить книгу, спрятанную под подушкой кровати, на которой спит Сен-Жюст.
Шарль и Мадлен крадут двух лошадей, на которых стремительно направляются в Париж. Сен-Жюст и его подручные бросаются в погоню, и им удаётся подстрелить лошадь, на которой скачет Мадлен. Не в силах оторваться от преследования, Шарль и Мадлен укрывается в пещере, выжидая ночи, чтобы продолжить путь. Понимая, что у него нет другого выхода, Шарль берёт книгу и в одиночку на лошади преодолевает кордон Сент-Жюста, прорываясь в Париж. Мадлен же около входа в пещеру ловят люди Сен-Жюста. Её доставляют в Париж, где сержант подвергает её пыткам в тайной комнате в штабе Робеспьера. Добравшись до Парижа, Шарль успевает передать чёрную книгу Тальену (Норман Ллойд), ближайшему сподвижнику Барраса.
Робеспьер вместе с Сен-Жюстом допрашивает Мадлен в застенках своего штаба. С помощью пыток они пытаются выяснить, где находится чёрная книга. Однако в этот момент появляется Фуше, который предлагает другой способ. Он берёт серёжку Мадлен и находит Шарля, предлагая ему жизнь Мадлен в обмен на чёрную книгу. Однако его шантаж опаздывает, так как книга уже у Тальена. Шарль же немедленно бросается спасать Мадлен. Он обнаруживает потайную комнату в штабе Робеспьера, где сержант удерживает Мадлен. В жестокой схватке Шарль убивает сержанта и освобождает Мадлен.
Вскоре начинается заседание Конвента, на которое Барраса под конвоем доставляют люди Сен-Жюста. Робеспьер требует осудить Барраса и приговорить его к смертной казни. В этот момент Тальен достает чёрную книгу и пускает её по рядам депутатов национального конвента, многие из которых обнаруживают свои фамилии в чёрном списке Робеспьера. В этот момент в Конвенте Робеспьер требует, чтобы Конвент объявил его единственным и абсолютным диктатором Франции. Закончив свою страстную речь, Робеспьер с удивлением видит, что делегаты настроены против него. На фоне изменившегося настроения делегатов Баррас разоблачает и осуждает Робеспьера. По приказу Фуше один из его людей стреляет Робеспьеру в челюсть, после чего тот больше не может говорить. Толпа разъярённых депутатов хватает Робеспьера и доставляет его на гильотину.
На площади, где казнят Робеспьера, армейский офицер обращается к Фуше со словами: «Мы воспользуемся его свержением. Искусство быть французом означает предвидеть последствия и своевременно принимать решения. Но я не француз и не политик, я всего лишь солдат». Когда Фуше спрашивает его имя, тот отвечает: «Наполеон Бонапарт». Фуше обещает запомнить это имя.

## В ролях
- Роберт Каммингс — Шарль д’Обиньи
- Ричард Бейсхарт — Максимилиан Робеспьер
- Ричард Харт — Франсуа Баррас
- Арлин Дал — Мадлен
- Арнольд Мосс — Жозеф Фуше
- Норман Ллойд — Жан-Ламбер Тальен
- Чарльз Макгроу — сержант
- Бьюла Бонди — бабушка Бланшар
- Джесс Баркер — Сен-Жюст
- Уэйд Кросби — Дантон
- Виктор Килиан — тюремщик (в титрах не указан)

## Создатели фильма и исполнители главных ролей
Как сообщает историк кино Джереми Арнольд, киностудия Eagle-Lion была создана на обломках развалившейся студии PRC Films (которая находилась в самом низу голливудской студийной лестницы) и просуществовала лишь несколько лет, прежде чем её поглотила студия United Artists. Однако в то время, по словам Арнольда, студия «выдавала достаточно качественные криминальные фильмы, чтобы оказывать важное влияние на этот процветавший жанр».
Как далее пишет Арнольд, продюсером фильма был Уильям Кэмерон Мензис. Это одна из редких продюсерских работ знаменитого художника-постановщика, который также поставил как режиссёр несколько десятков фильмов. Как лучший художник-постановщик Мензис получил «Оскары» за фильмы «Голубь» (1927) и «Буря» (1928), а также был номинирован на «Оскары» за фильмы «Пробуждение» (1928), «Бульдог Драммонд» (1929) и «Алиби» (1929). В 1940 году он получил почётный «Оскар» за работу над фильмом «Унесённые ветром» (1939). Он также был художником-постановщиком таких популярных фильмов, как «Багдадский вор» (1924, также продюсер), «Ребекка» (1940), «Познакомьтесь с Джоном Доу» (1941), «Эта замечательная жизнь» (1946) и «Узкая грань» (1952).
По словам Арнольда, перед работой над этим фильмом режиссёр «Энтони Манн набил руку постановкой нескольких отличных малобюджетных фильмов для студий RKO, PRC и Eagle-Lion Productions». Это такие фильмы, как «Отчаянный», «Агенты казначейства» (оба — 1947) и «Грязная сделка» (1948). Настоящим прорывом для него стал фильм Eagle-Lion «Агенты казначейства». Руководителю студии Metro-Goldwyn-Mayer Дору Шари понравился фильм, и он немедленно заключил с Манном контракт от лица своей студии. По словам Арнольда, «Манн поступил мудро, взяв вместе с собой и оператора Джона Олтона». На новой студии они могли делать фильмы, используя ресурсы и систему дистрибуции крупной студии. Первым фильмом Манна на MGM был «Инцидент на границе» (1949), «ещё один мастерский фильм нуар, и вскоре после этого он начал ставить фильмы категории А. Всего за десятилетие он выпустит несколько самых дорогих голливудских эпосов всех времен». К его лучшим фильмам относят вестерны с Джеймсом Стюартом «Винчестер 73» (1950), «Излучина реки» (1952), «Обнажённая шпора» (1953) и «Человек из Ларами» (1955), а также «Жестяная звезда» (1957) с Генри Фондой и исторический фильм «Эль Сид» (1961).
Актёр Роберт Каммингс известен по работам в криминальных мелодрамах «Ты и я» (1938) Фрица Ланга, «Диверсант» (1942) и «В случае убийства набирайте «М»» (1954) Альфреда Хичкока, а также в фильмах нуар «Спи, моя любимая» (1948) и «Обвиняемая» (1949). В 1955—1959 и 1961—1962 годах Каммингс вёл на телевидении собственное «Шоу Боба Каммингса" (вышло 160 и 22 эпизода шоу соответственно).
Помимо этой картины в 1949 году Арлин Дал сыграла также в фильме нуар «Место преступления» (1949), после чего последовали роли в фильмах «Мир женщины» (1954), «Оттенок алого» (1956), «Фортуна — это женщина» (1957) и «Путешествие к центру Земли» (1959).
Ричард Бейсхарт дебютировал в кино в фильме нуар «Повторное исполнение» (1947), а на следующий год, по словам Хогана, «произвёл сильное впечатление в роли расчётливого убийцы в фильме студии Eagle-Lion „Он бродил по ночам“ (1948). После этого фильма Бейсхарт подписал контракт с компанией Metro-Goldwyn-Mayer, для которой сыграл в фильмах нуар „Четырнадцать часов“ (1951) и „Дом на Телеграфном холме“ (1951)». Позднее Бейсхарт сыграл в таких известных фильмах, как «Титаник» (1953), «Дорога» (1954), «Мошенники» (1955), «Моби Дик» (1956) и «Будучи там» (1979).
В этом фильме дебютировал в кино актёр Даббс Грир.

## История создания и проката фильма
Как написал историк кино Тино Балио, продюсер Уолтер Вангер, режиссёр Энтони Манн, оператор Джон Олтон и художник-постановщик Уильям Кэмерон Мензис совместными усилиями создали этот низкобюджетный фильм с использованием бродвейских звёзд и съёмок в декорациях, что суммарно обошлось в 40 тысяч долларов. Историк кино Деннис Шварц также подчеркнул, что фильм делался за скромные деньги на студии Eagle-Lion.
В августе 1948 года продюсер Уолтер Вангер подписал договор с актёром Робертом Каммингсом, согласно которому тот сыграет главную роль в фильме. Чтобы заполучить актёра, Вангер согласился сделать фильм совестным производством своей фирмы и фирмы Каммингса United Californian.
Актриса Арлин Дал была взята в аренду у Metro-Goldwyn-Meyer.
Как отмечено в информации Американского института киноискусства, история поставлена по мотивам исторических событий и использует имена исторических персонажей Великой Французской революции. Основные события происходят в 1794 году. «Хотя многие персонажи фильма соответствуют реальным историческим фигурам, главный герой Шарль д’Обиньи является полностью вымышленным персонажем».
По словам историка кино Патрика Макгиллигана, это была первая совместная работа Энтони Манна и сценариста Филипа Йордана. Йордан говорил, что изначальный сценарий Энея Маккензи представлял собой «одни речи, Робеспьер и тому подобное». По словам Йордана, он сказал Манну, что «за таким сюжетом может уследить только исследователь Французской революции» и он предложил упростить историю, чтобы она рассказывала о розыске книги, содержащей имена контрреволюционеров прежде чем, до неё доберётся Робеспьер.
Как позднее отметил историк кино Деннис Шварц, «не ожидайте (от фильма) точных трактовки истории, потому что это вымышленная голливудская версия событий». Шварц также заметил, что «фильм делался в период антикоммунистической охоты на ведьм в Голливуде, и несложно заметить параллели между чёрной книгой и голливудскими чёрными списками». Арнольд также отметил, что сделанный на пике антикоммунистической охоты на ведьм, фильм содержит очевидные параллели с голливудским чёрным списком.
Фильм снимался на натуре в Лейк-Шервуде и в  Чатсуорте, Калифорния. Съёмки проходили в период с 23 августа 1948 года по начало октября 1948 года. Премьера картины состоялась в Новом Орлеане, Луизиана, 16 июня 1949 года
Фильм начинается с краткого пролога, который зачитывает актёр Норман Ллойд, в котором описывается положение во Франции. При этом закадровый рассказчик выкрикивает: «Франция, 26-е июля! Анархия! Несчастье! Убийство! Поджог! Страх!». После этого зрителю представляют некоторых главных действующих лиц.
В финальной сцене, где Фуше говорит с Наполеоном Бонапартом, Наполеона показывают только со спины. За Наполеона говорит актёр Шепgерд Страдвик, который сам в фильме не появляется. В завершении фильма под словом «Конец» появляются слова «эпохи террора».
Летом 1949 года фильм был выпущен на экраны под названием «Господство террора», но во время демонстрации осенью в Нью-Йорке его переименовали в «Чёрную книгу», что было также его изначальным рабочим названием.

## Оценка фильма критикой
Как отметил киновед Джереми Арнольд, после выхода этого «маленького фильма» на него «обратили внимание». В частности, в рецензии Variety фильм назвали «отличной экшн-мелодрамой» с «захватывающей дух операторской работой». Это «полное острых ощущений зрелище от начала и до конца, которое должно обеспечить Eagle-Lion отличные кассовые результаты». Как подтверждает Арнольд, фильм «без сомнения, стал большим хитом для Eagle-Lion, и поднял Энтони Манна на следующую ступень его карьеры».
По мнению Арнольда, это «несомненно один из самых стилизованных фильмов 1940-х годов. Это бесспорно фильм нуар, даже несмотря на то, что городская среда здесь представлена Парижем XVIII века, то есть периода Великой Французской революции». Как полагает Арнольд, «сценарий, может быть, немного надуман, но его оправдывает то, что он хорош для создания местами блестящего визуального ряда. Этот фильм демонстрирует, что такой отличный режиссёр, как Энтони Манн и действительно исключительный оператор Джон Олтон могли сделать, чтобы поднять проект на более высокий уровень с помощью визуальных средств». Как пишет критик, «работая на самом малом из возможных бюджетов, они воссоздают исторический образ Франции совершенно убедительно, и почти исключительно с помощью теней и силуэтов. В результате получается клаустрофобный, гнетущий нуар, где опасность подстерегает за каждым углом». Как позднее говорил Энтони Манн в интервью журналу Cahiers du Cinema: «Мне нравится „Чёрная книга“. С точки зрения бедности производства. Я думаю, этот фильм было бы трудно сделать лучше, а Ричард Бейсхарт произвёл потрясающее впечатление».
Историк кино Джанин Бейсингер в своей книге «Энтони Манн» написала, что этот фильм — «чистая демонстрация режиссёрского мастерства. Ни одна возможность здесь не упущена. Тени, причудливые ракурсы камер, низкие потолки, скользкие мокрые мощёные улицы, комнаты, едва освещённые только светом свечей, необычные композиции, напряжённые крупные планы, плавно поднимающиеся и опускающиеся камеры — во всём этом присутствует участие Манна».
Как далее отмечает Арнольд, «при этом нельзя сказать, что фильм „претенциозно артовый“». Наоборот, он представляет собой «движущееся в быстром темпе развлекательное произведение, которое каким-то образом оказывается и красивым упражнением в стилистике — явное свидетельство богатой фантазии тех, кто его создал, а также того факта, что главной целью создателей было доставить наслаждение зрителю». Как написал Роберт Е. Смит, «всё в этом фильме принесено в жертву скорости и остроте ощущений».
Киновед Деннис Шварц оценил картину как «сильную, но выглядящую искусственно историческую мелодраму». По его мнению, «эта драма о Великой французской революции сделана так, как будто это один из фильмов нуар Манна. Великий оператор фильмов нуар Джон Олтон поражает нас своим полным теней видом страшного Парижа и использованием необычных ракурсов, чтобы подчеркнуть непрекращающуюся анархию». По мнению критика, «фильм поразительно хорош даже несмотря на неудачный выбор актёров на главные роли — ограниченного Каммингса и декоративной Дал». Как подчёркивает Шварц, «фильм, если исторически и недостоверен, то визуально достоверен. Он показывает всё насилие и политические тревоги своего времени. Он предлагает великолепный образец кинематографии для необычного рассказа о последствиях Французской революции, который с таким же успехом можно было бы рассматривать как криминальный триллер или даже вестерн».
Киновед Хэл Эриксон назвал картину «смелой попыткой режиссера Энтони Манна снять эпопею Французской революции на бюджет детективной картины категории В». Как полагает критик, «дешевизна фильма играет ему на пользу, особенно это касается обильного использования теней, операторского приёма в чёрно-белых фильмах, предназначенного скрыть скудость декораций. В данном случае этот приём точно передаёт „мрачный“ период французской истории, который здесь как в прямом, так и в переносном смысле тёмный».
Киновед Майкл Кини назвал фильм «увлекательным экшном с красивой нуарной операторской работой Джона Олтона, быстрым развитием событий и хорошей актёрской игрой, особенно со стороны Мосса».